# DHB-Pokal 2024/25
Die Handballspiele um den DHB-Pokal 2024/25 der Männer fanden von August 2024 bis April 2025 statt. Titelverteidiger war der SC Magdeburg.

## Spielzeit
Die erste Runde wurde vom 21. bis 25. August 2024 ausgespielt, die zweite Runde am 2./3. Oktober 2024, das Achtelfinale am 13./14. November 2024 und das Viertelfinale am 18./19. Dezember 2024. Das Final Four wurde am 12./13. April 2025 ausgetragen.

## Modus
Bei gleicher Spielklasse hat grundsätzlich die zuerst geloste Mannschaft Heimrecht, bei Mannschaften aus unterschiedlichen Spielklassen geht das Heimrecht an die unterklassige Mannschaft.
Gespielt wird im K.-o.-System. Sofern die reguläre Spielzeit unentschieden endet, gibt es eine Verlängerung, bleibt auch diese unentschieden ein Siebenmeterwerfen.
1. Runde
In der ersten Runde treten 12 Teams aus der 3. Liga 2023/24 (jeweils Platz 1–3 der vier Gruppen) und 10 Teams aus der 2. Handball-Bundesliga 2023/24 (Plätze 1–10) an. Da keine 2. Mannschaft am DHB-Pokal teilnehmen darf, fällt der Platz des Drittligisten Füchse Berlin II an den 11. Platz der 2. Bundesliga (TUSEM Essen).
Diese werden in eine Nord- und eine Süd-Gruppe aufgeteilt, aus denen die 11 Partien gezogen werden.
2. Runde
An der 2. Runde nehmen insgesamt 26 Teams teil, die sich wie folgt zusammensetzten:
- 11 Sieger aus der 1. Runde
- 15 Teams aus der 1. Bundesliga (Platz 1–3 des DHB-Pokal 2023/24 sind direkt für das Achtelfinale gesetzt)

Achtelfinale
Das Achtelfinale bestreiten die 13 Sieger der 2. Runde und die Teams, welche die Plätze 1–3 des DHB-Pokals 2023/24 belegten.

## Hauptrunden

### 1. Runde
Die Partien der 1. Runde wurden am 27. Juni 2024 ausgelost. Die Runde wurde vom 21. bis 25. August 2024 ausgespielt. Der Gewinner jeder Partie zogen in die 2. Runde des DHB-Pokals ein.
| Datum           | Heimmannschaft                         | Gastmannschaft                   | Ergebnis (Halbzeitstand) |
| --------------- | -------------------------------------- | -------------------------------- | ------------------------ |
| 21. August 2024 | MTV Braunschweig (3. Liga)             | HSG Nordhorn-Lingen (2. Liga)    | 36:40 (11:20)            |
| 23. August 2024 | HC Empor Rostock (3. Liga)             | 1. VfL Potsdam (1. Liga)         | 28:25 (14:12)            |
| 24. August 2024 | ASV Hamm-Westfalen (2. Liga) 1         | TV Emsdetten (3. Liga)           | 33:27 (16:12)            |
| 24. August 2024 | HSG Krefeld (3. Liga)                  | TUSEM Essen (2. Liga)            | 26:29 (14:13)            |
| 24. August 2024 | TuS Ferndorf (2. Liga)                 | HSC 2000 Coburg (2. Liga)        | 30:41 (08:12)            |
| 24. August 2024 | HSG Konstanz (2. Liga)                 | HC Elbflorenz (2. Liga)          | 27:31 (11:09)            |
| 24. August 2024 | HC Oppenweiler/Backnang (3. Liga)      | Die Eulen Ludwigshafen (2. Liga) | 20:32 (09:16)            |
| 24. August 2024 | Saase³Leutershausen Handball (3. Liga) | VfL Eintracht Hagen (2. Liga)    | 29:40 (12:23)            |
| 25. August 2024 | HSG Rodgau Nieder-Roden (3. Liga)      | SG BBM Bietigheim (1. Liga)      | 19:24 (10:08)            |
| 25. August 2024 | Wilhelmshavener HV (3. Liga)           | TuS N-Lübbecke (2. Liga)         | 37:40 (19:17)            |
| 25. August 2024 | Eintracht Hildesheim (3. Liga)         | VfL Lübeck-Schwartau (2. Liga)   | 26:39 (12:20)            |

Hinweis: Die Angaben zur Ligazugehörigkeit beziehen sich auf die laufende Spielzeit; für die Vergabe des Heimspielrechts wurde die Ligazugehörigkeit der letzten Saison berücksichtigt.

### 2. Runde
Die 2. Runde wurde am 31. August 2024 im Rahmen des DHB-Supercup von Timo Boll ausgelost.
| Datum           | Heimmannschaft                          | Gastmannschaft                  | Ergebnis (Halbzeitstand)   |
| --------------- | --------------------------------------- | ------------------------------- | -------------------------- |
| 2. Oktober 2024 | VfL Lübeck-Schwartau (2. Liga)          | TSV Hannover-Burgdorf (1. Liga) | 33:36 n. V. (19:15, 30:30) |
| 2. Oktober 2024 | Eulen Ludwigshafen (2. Liga)            | TBV Lemgo (1. Liga)             | 17:30 (9:13)               |
| 2. Oktober 2024 | HC Elbflorenz (2. Liga)                 | Bergischer HC (2. Liga)         | 32:36 (16:17)              |
| 2. Oktober 2024 | Füchse Berlin (1. Liga)                 | Frisch Auf Göppingen (1. Liga)  | 37:36 (20:17)              |
| 2. Oktober 2024 | HSC Coburg (2. Liga)                    | TVB Stuttgart (1. Liga)         | 25:22 (13:10)              |
| 2. Oktober 2024 | HC Empor Rostock (3. Liga)              | HSG Nordhorn-Lingen (2. Liga)   | 42:40 n. V. (17:15, 33:33) |
| 2. Oktober 2024 | TuS N-Lübbecke (2. Liga)                | SC DHfK Leipzig (1. Liga)       | 23:32 (6:14)               |
| 2. Oktober 2024 | HC Erlangen (1. Liga)                   | VfL Gummersbach (1. Liga)       | 27:28 (12:15)              |
| 2. Oktober 2024 | ASV Hamm-Westfalen (2. Liga)            | TUSEM Essen (2. Liga)           | 30:31 (14:15)              |
| 2. Oktober 2024 | HBW Balingen-Weilstetten (2. Liga)      | HSG Wetzlar (1. Liga)           | 34:32 (21:16)              |
| 2. Oktober 2024 | SG BBM Bietigheim (1. Liga)             | ThSV Eisenach (1. Liga)         | 26:31 (8:18)               |
| 2. Oktober 2024 | VfL Eintracht Hagen (2. Liga)           | Rhein-Neckar Löwen (1. Liga)    | 26:29 (14:15)              |
| 3. Oktober 2024 | Handball Sport Verein Hamburg (1. Liga) | THW Kiel (1. Liga)              | 27:30 (12:12)              |

Hinweis: Die Angaben zur Ligazugehörigkeit beziehen sich auf die laufende Spielzeit; für die Vergabe des Heimspielrechts wurde die Ligazugehörigkeit der letzten Saison berücksichtigt.

## Achtelfinale
Die Achtelfinalspiele wurden am 3. Oktober 2024 von Steffen Baumgart ausgelost.
| Datum             | Heimmannschaft                  | Gastmannschaft                     | Ergebnis (Halbzeitstand) |
| ----------------- | ------------------------------- | ---------------------------------- | ------------------------ |
| 13. November 2024 | HSC Coburg (2. Liga)            | TBV Lemgo (1. Liga)                | 29:28 (14:14)            |
| 13. November 2024 | ThSV Eisenach (1. Liga)         | SC DHfK Leipzig (1. Liga)          | 30:24 (15:10)            |
| 13. November 2024 | TUSEM Essen (2. Liga)           | MT Melsungen (1. Liga)             | 27:32 (15:14)            |
| 13. November 2024 | HC Empor Rostock (3. Liga)      | HBW Balingen-Weilstetten (2. Liga) | 28:36 (19:19)            |
| 13. November 2024 | TSV Hannover-Burgdorf (1. Liga) | SG Flensburg-Handewitt (1. Liga)   | 26:33 (13:14)            |
| 13. November 2024 | THW Kiel (1. Liga)              | SC Magdeburg (1. Liga)             | 29:28 (14:14)            |
| 14. November 2024 | Rhein-Neckar Löwen (1. Liga)    | Füchse Berlin (1. Liga)            | 30:29 (12:16)            |
| 14. November 2024 | VfL Gummersbach (1. Liga)       | Bergischer HC (2. Liga)            | 29:24 (17:14)            |

Hinweis: Die Angaben zur Ligazugehörigkeit beziehen sich auf die laufende Spielzeit; für die Vergabe des Heimspielrechts wurde die Ligazugehörigkeit der letzten Saison berücksichtigt.

## Viertelfinale
Die Partien wurden am 14. November 2024 von Xenia Smits gezogen und wurden am 18. und 19. Dezember 2024 gespielt.
| Datum             | Heimmannschaft     | Gastmannschaft           | Ergebnis                   | Zuschauer |
| ----------------- | ------------------ | ------------------------ | -------------------------- | --------- |
| 18. Dezember 2024 | HSC 2000 Coburg    | HBW Balingen-Weilstetten | 33:38 n. V. (17:15, 30:30) | 3530      |
| 19. Dezember 2024 | Rhein-Neckar Löwen | ThSV Eisenach            | 31:28 (15:15)              | 3791      |
| 19. Dezember 2024 | THW Kiel           | VfL Gummersbach          | 36:33 (20:20)              | 7510      |
| 19. Dezember 2024 | MT Melsungen       | SG Flensburg-Handewitt   | 30:28 (14:13)              | 4491      |

## Final Four
Beim Final Four wurden die Spiele des Halbfinales, das Spiel um Platz 3 und das Finale ausgetragen. Austragungsort war am 12. und 13. April 2025 die Lanxess Arena in Köln.
Die Partien des Halbfinals, welches das Final4-Wochenende eröffnete, wurden am 19. Dezember 2024 durch Andreas Thiel ausgelost. Die Sieger dieser beiden Partien ermittelten im Spiel gegeneinander den Gewinner des DHB-Pokals, die Verlierer der Halbfinalspiele traten gegeneinander im Spiel um Platz 3 an.

### Halbfinale
| 12. April 2025 16:10 Uhr TV: DYN, ARD | THW Kiel                              | 32:31 n. V.      | Rhein-Neckar Löwen        | Lanxess Arena, Köln Zuschauer: 19.750 Schiedsrichter: Marcus Hurst, Mirko Krag |
| 12. April 2025 16:10 Uhr TV: DYN, ARD | meiste Tore: Emil Wernsdorf Madsen 11 | (14:17), (28:28) | meiste Tore: Juri Knorr 9 | Lanxess Arena, Köln Zuschauer: 19.750 Schiedsrichter: Marcus Hurst, Mirko Krag |
| 12. April 2025 16:10 Uhr TV: DYN, ARD | Strafen: 4×                           | Bericht          | Strafen: 5× 1×            | Lanxess Arena, Köln Zuschauer: 19.750 Schiedsrichter: Marcus Hurst, Mirko Krag |

| 12. April 2025 19:00 Uhr TV: DYN | MT Melsungen                   | 31:27   | HBW Balingen-Weilstetten                      | Lanxess Arena, Köln Zuschauer: 19.750 Schiedsrichter: Fabian Baumgart, Philipp Dinges |
| 12. April 2025 19:00 Uhr TV: DYN | meiste Tore: Erik Balenciaga 6 | (15:14) | meiste Tore: Timmermeister, Pfattheicher je 6 | Lanxess Arena, Köln Zuschauer: 19.750 Schiedsrichter: Fabian Baumgart, Philipp Dinges |
| 12. April 2025 19:00 Uhr TV: DYN | Strafen: 4×                    | Bericht | Strafen: 2×                                   | Lanxess Arena, Köln Zuschauer: 19.750 Schiedsrichter: Fabian Baumgart, Philipp Dinges |

### Spiel um Platz 3
| 13. April 2025 12:45 Uhr TV: DYN | Rhein-Neckar Löwen                       | 31:32   | HBW Balingen-Weilstetten     | Lanxess Arena, Köln Zuschauer: 19.750 Schiedsrichter: Nils Blümel, Jörg Loppaschewski |
| 13. April 2025 12:45 Uhr TV: DYN | meiste Tore: Jon Lindenchrone Andersen 9 | (15:19) | meiste Tore: Jerome Müller 7 | Lanxess Arena, Köln Zuschauer: 19.750 Schiedsrichter: Nils Blümel, Jörg Loppaschewski |
| 13. April 2025 12:45 Uhr TV: DYN | Strafen: 2× 1×                           | Bericht | Strafen: 2× 8× 1×            | Lanxess Arena, Köln Zuschauer: 19.750 Schiedsrichter: Nils Blümel, Jörg Loppaschewski |

### Finale
| 13. April 2025 15:35 Uhr TV: DYN, ARD | THW Kiel                      | 28:23   | MT Melsungen                     | Lanxess Arena, Köln Zuschauer: 19.750 Schiedsrichter: Robert Schulze, Tobias Tönnies |
| 13. April 2025 15:35 Uhr TV: DYN, ARD | meiste Tore: Eric Johansson 7 | (10:9)  | meiste Tore: Elvar Örn Jónsson 5 | Lanxess Arena, Köln Zuschauer: 19.750 Schiedsrichter: Robert Schulze, Tobias Tönnies |
| 13. April 2025 15:35 Uhr TV: DYN, ARD | Strafen: 1× 3×                | Bericht | Strafen: 3×                      | Lanxess Arena, Köln Zuschauer: 19.750 Schiedsrichter: Robert Schulze, Tobias Tönnies |